# Liophis reginae
Liophis reginae este o specie de șerpi din genul Liophis, familia Colubridae, descrisă de Linnaeus 1758.

## Subspecii
Această specie cuprinde următoarele subspecii:
- L. r. semilineatus
- L. r. reginae
- L. r. zweifeli
- L. r. macrosoma